# Paavo Heininen
Paavo Johannes Heininen (født 13. januar 1938 i Helsingfors, død 18. januar 2022) var en finsk komponist, pianist og professor.
Heininen studerede på Sibelius Akademiet i Helsinki hos Aarre Merikanto, Joonas Kokkonen, Einar Englund og Einojuhani Rautavaara. Han fortsatte sine studier i Köln hos Bernd Alois Zimmermann, på Julliard School of Music i New York hos Vincent Persichetti, og senere privat i Polen hos Witold Lutoslawski.
Heininen hører til en af Finlands mest betydningsfulde komponister i moderne klassisk musik. Han har skrev fem symfonier, orkesterværker, fire klaverkoncerter, kammermusik etc.

## Udvalgte værker
- Symfoni nr. 1 (1958, Rev. 1960) - for orkester
- Symfoni nr. 2 (1962) - for orkester
- Symfoni nr. 3 (1969, Rev. 1977) - for orkester
- Symfoni nr. 4 (1971) - for orkester
- Symfoni nr. 5 (2001-2002) - for orkester
- Adagio koncert (1963, Rev. 1966) - for orkester
- Fire klaverkoncerter (1964, 1966, 1981, 2001-2005) - for klaver og orkester